# Igor Rostorocki
Igor Dmitrijewicz Rostorocki (ros. Игорь Дмитриевич Ростороцкий; ur. 4 lutego 1962) – radziecki zapaśnik walczący w stylu klasycznym. Złoty medalista mistrzostw świata w 1985 i 1987. Mistrz Europy w 1985 i 1987; trzeci w 1985. Pierwszy w Pucharze Świata w 1986 i 1988. Mistrz Europy juniorów w 1981 i młodzieży w 1982. Mistrz ZSRR w 1987; drugi w 1988; trzeci w 1984 i 1985 roku.